# Wołodymyr Luty
Wołodymyr Mykołajowycz Luty, ukr. Володимир Миколайович Лютий, ros. Владимир Николаевич Лютый, Władimir Nikołajewicz Luty (ur. 20 kwietnia 1962 w Dniepropietrowsku) – ukraiński piłkarz, grający w trakcie kariery na pozycji napastnika lub pomocnika, kluczowy zawodnik reprezentacji ZSRR w latach 80–90. Obecnie trener piłkarski.

## Kariera piłkarska

### Kariera klubowa
Wychowanek Szkoły Piłkarskiej nr 15 w Dniepropietrowsku (od 1972), „Dnipro-75” (1973, 1978), i juniorskiej szkółki Wichr Dniepropietrowsk (1974-1977). W drużynie seniorskiej Dnipra Dniepropietrowsk grał w latach 1979–1989. Z nim sięgał po mistrzostwo ZSRR w 1983 i 1988. W 1990 wyjechał za granicę, gdzie występował za niemieckie kluby FC Schalke 04 i MSV Duisburg. Po roku występów w 1992 w tureckim Bursaspor powrócił do Niemiec, gdzie bronił barw klubów VfL Bochum, Rot-Weiß Oberhausen, SpVgg Unterhaching, FSV Salmrohr i FC Wittlich. W 1997 wrócił do ojczystego Dnipra Dniepropietrowsk, ale już nie potrafił występować na wysokim poziomie. Dlatego ponownie wrócił do Niemiec, gdzie bronił barw amatorskich klubów Preußen Kolonia, FC Bad Honnef i Junkersdorf Kolonia. W 2001 zakończył karierę piłkarską.

### Kariera reprezentacyjna
W barwach Związku Radzieckiego zagrał 3 razy i strzelił 1 gola (plus 3 meczów w barwach WNP). Największymi sukcesami było mistrzostwo Olimpijskie na Olimpiadzie w Seulu w 1988 roku oraz turniej finałowy Mistrzostw Świata we Włoszech w 1990 roku. W 1992 występował w reprezentacji WNP na Mistrzostwach Europy 1992.

## Kariera trenerska
Po zakończeniu kariery piłkarskiej trenował amatorskie kluby Blau-Weiß Brühl i Fortuna Bonn. W 2007 został asystentem trenera Anatolija Byszowca w rosyjskim klubie Lokomotiw Moskwa. Po zwolnieniu Byszowca też został zwolniony z pracy. W latach 2010–2011 (do maja) pomagał Ołehowi Protasowowi trenować FK Rostów. Od maja 2011 pełnił obowiązki głównego trenera FK Rostów, w którym pracował do 20 czerwca 2011. Na początku 2013 roku objął stanowisko głównego trenera Nistru Otaci, ale po około miesiącu pracy opuścił Nistru i w kwietniu 2013 podpisał kontrakt do końca roku z Rapidem Ghidighici. 12 stycznia 2014 objął stanowisko głównego trenera klubu Saxan Ceadîr-Lunga, w którym pracował do kwietnia 2015. 4 lipca 2016 objął stanowisko wicedyrektora sportowego FK Tarnopol. Ale już po miesiącu, 22 sierpnia 2016 stał na czele gruzińskiego SK Zugdidi, którym kierował do końca roku. 25 stycznia 2017 został mianowany na stanowisko głównego trenera PFK Sumy, ale już 1 marca 2017 zrezygnował z tej funkcji.

## Sukcesy i odznaczenia

### Sukcesy piłkarskie
reprezentacja ZSRR
- mistrz Igrzysk Olimpijskich: 1988

Dnipro Dniepropietrowsk
- mistrz ZSRR: 1983, 1988
- wicemistrz ZSRR: 1987, 1989
- brązowy medalista mistrzostw ZSRR: 1984, 1985
- zdobywca Pucharu ZSRR: 1988/1989
- zdobywca Pucharu Federacji Piłki Nożnej ZSRR: 1986, 1989
- zdobywca Pucharu sezonu ZSRR: 1989

### Sukcesy trenerskie
Saxan Ceadîr-Lunga
- mistrz II ligi mołdawskiej: 2014